# Hadrianus II
Hadrianus II, född 792 i Rom, död 14 december 872 i Rom, var påve från den 14 december 867 till sin död, 14 december 872. 

## Biografi
Hadrianus tillhörde en adelssläkt i Kyrkostaten som redan två andra påvar tillhört, Stefan III och Sergius II. Innan han hade vigt sig åt kyrkan hade Hadrianus gift sig med Stephania, så småningom blivit kardinal, och hade två gånger tidigare nämnts som påvekandidat men förlorat mot sina konkurrenter. Vid Nicolaus I:s död var Hadrianus känd i den kristna världen för sin välgörenhet och välvillighet, men 75 år gammal och hade inte några ambitioner eller någon önskan om att bli påve. Hans ålderdom förmörkades av en familjetragedi. Mot sin vilja valdes han ändå av prästerskapet och folket till påve, troligen i november 872, och konsekrerades omkring den 14 december.
Som påve följde han tätt sina energiska företrädares fotspår. Han försökte behålla freden bland Karl den stores ättlingar. Under ett samtal med den botfärdige kung Lothar II av Lorraine vid Monte Cassino utdelade han nattvarden, efter att avkräva honom en offentlig ed att sluta ha samlag med sin konkubin efter påvens förbud, att han skulle ta tillbaka sin lagliga hustru Theutberga, och foga sig efter Heliga stolens slutgiltiga beslut.
Mot Hinkmar av Reims vidhöll han biskopars obegränsade rätt att lägga fram appellationer till påven. Vid ett ekumeniskt koncilium som ägde rum i Konstantinopel år 869 och vilket påven övervakade genom tio legater, tog han del i avsättningen av Fotios samt verkade för försoningen mellan öst och väst. Han misslyckades med att vinna bulgarerna till det västliga patriarkatet, eftersom de anslöt sig till patriarkatet av Konstantinopel. De västliga slaverna gick ett annat öde till mötes genom att Hadrianus sände dem de två helgonbröderna Kyrillos och Methodius. Av varaktig betydelse var att han godkände att de västliga slaverna fick ha slaviska språk som liturgiskt språk.
Hadrianus avled under slutet av år 872.